# Герои Социалистического Труда Молдовы
В настоящий список включены:

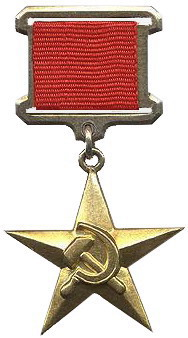
Золотая медаль «Серп и Молот»

- Герои Социалистического Труда, на момент присвоения звания проживавшие на территории Молдавской ССР (соответствующей границам современной Молдавии), — 203 человека, в том числе 44 Героя, трудившихся на территории современной Приднестровской Молдавской Республики (выделены звёздочкой);
- уроженцы Молдавии, удостоенные звания Героя Социалистического Труда в других регионах СССР, — 21 человек.
- Герои Социалистического Труда, прибывшие на постоянное проживание в Молдавию, — 5 человек.

Вторая и третья части списка могут быть неполными из-за отсутствия данных о месте рождения и месте смерти ряда Героев.
В таблицах отображены фамилия, имя и отчество Героев, должность и место работы на момент присвоения звания, дата Указа Президиума Верховного Совета СССР, отрасль народного хозяйства, а также ссылка на биографическую статью на сайте «Герои страны». Формат таблиц предусматривает возможность сортировки по указанным параметрам путём нажатия на стрелку в нужной графе.

## История
Первое присвоение звания Героя Социалистического Труда в Молдавской ССР произошло 9 марта 1949 года, когда Указом Президиума Верховного Совета СССР за получение высоких урожаев пшеницы и табака были награждены 8 колхозников (М. Л. Бостан, Л. А. Возиян, В. П. Дорул, М. П. Каймакан, П. К. Лупашко, М. И. Малай, А. И. Мицул и А. П. Нигрецкая).

## Лица, удостоенные звания Героя Социалистического Труда в Молдавской ССР
| №   | Фамилия, имя, отчество                      | Даты жизни              | Деятельность | Дата присвоения | Отрасль            | ГС         |
| --- | ------------------------------------------- | ----------------------- | --- | --------------- | ------------------ | ---------- |
| 1   | Агапов Анатолий Казимирович                 | 01.06.1927 — ????       | Токарь Кишинёвского тракторного завода Министерства тракторного и сельскохозяйственного машиностроения СССР, Молдавская ССР | 16.03.1976      | машиностроение     | [ ГС 1 ]   |
| 2   | Алексеенко (Журбенко) Валентина Харитоновна | 02.12.1925 — 04.08.1991 | Звеньевая виноградарского совхоза «Гратиешты» Министерства пищевой промышленности СССР, Криулянский район Молдавской ССР | 23.07.1951      | сельское хозяйство | [ ГС 2 ]   |
| 3   | Апостол Мария Васильевна                    | 07.02.1922 — ????       | Звеньевая Кишинёвского совхоза-училища виноделия и виноградарства, Молдавская ССР | 30.04.1966      | сельское хозяйство | [ ГС 3 ]   |
| 4   | Арделяну Георгий Данилович                  | 09.11.1925 — 1981       | Бригадир каменщиков Бельцкого строительного треста Молдавского совнархоза | 09.08.1958      | строительство      | [ ГС 4 ]   |
| 5   | Армяник Семён Антонович                     | 18.07.1925 — 1998       | Бригадир тракторно-полеводческой бригады колхоза «Путь к коммунизму» Суворовского района Молдавской ССР | 08.04.1971      | сельское хозяйство |            |
| 6   | Арнаут Елизавета Фёдоровна                  | 02.01.1918 — ????       | *Звеньевая табаководческой бригады колхоза «Россия» Каменского района Молдавской ССР | 08.04.1971      | сельское хозяйство |            |
| 7   | Арнаут Илья Ильич                           | род. 20.07.1937         | Первый секретарь Чадыр-Лунгского райкома Компартии Молдавии | 07.03.1980      | госуправление      | [ ГС 5 ]   |
| 8   | Бабалеу Иван Павлович                       | род. 15.03.1922         | Механизатор колхоза имени Жданова Рышканского района Молдавской ССР | 08.12.1973      | сельское хозяйство |            |
| 9   | Бабин Сергей Иванович                       | 20.10.1913 — 17.09.1973 | *Директор плодоовощного совхоза-техникума имени Фрунзе Тираспольского района Молдавской ССР | 30.04.1966      | сельское хозяйство | [ ГС 6 ]   |
| 10  | Байрак Михаил Иванович                      | 08.11.1926 — 22.03.2001 | Председатель колхоза имени Котовского Криулянского района Молдавской ССР | 10.03.1978      | сельское хозяйство | [ ГС 7 ]   |
| 11  | Балмаш Леонид Маркович                      | род. 01.04.1930         | Механизатор объединения Кантемирского районного совета колхозов, Молдавская ССР | 07.03.1980      | сельское хозяйство | [ ГС 8 ]   |
| 12  | Барадин Пантелей Дмитриевич                 | род. 1923               | Табаковод колхоза «Заря коммунизма» Флорештского района Молдавской ССР | 08.12.1973      | сельское хозяйство |            |
| 13  | Басс Лукерья Фёдоровна                      | 1916 — ????             | Телятница колхоза «Маяк» Комратского района Молдавской ССР | 22.03.1966      | сельское хозяйство | [ ГС 9 ]   |
| 14  | Биешу Мария Лукьяновна                      | 03.08.1935 — 16.05.2012 | Солистка Молдавского государственного академического театра оперы и балета имени А. С. Пушкина, народная артистка СССР, гор. Кишинёв                                                                                           | 03.08.1990      | культура           | [ ГС 10 ]  |
| 15  | Блохина Валентина Васильевна                | 1912 — ????             | *Стерженщица Завода литейных машин имени С. М. Кирова Молдавского совнархоза, гор. Тирасполь | 07.03.1960      | машиностроение     |            |
| 16  | Бобиков Константин Савельевич               | 19.12.1906 — 20.01.1976 | Дояр колхоза имени Ленина Чадыр-Лунгского района Молдавской ССР | 22.03.1966      | сельское хозяйство | [ ГС 11 ]  |
| 17  | Бобок Михаил Фёдорович                      | 19.08.1933 — ????       | Бригадир колхоза «Заря Молдавии» Фалештского района Молдавской ССР | 07.03.1980      | сельское хозяйство | [ ГС 12 ]  |
| 18  | Бодой Борис Иванович                        | род. 1928               | Мастер Кишинёвской ТЭЦ Министерства энергетики и электрификации СССР, Молдавская ССР | 20.04.1971      | энергетика         |            |
| 19  | Бодур Илья Дмитриевич                       | 10.02.1927 — 08.01.2000 | Первый секретарь Вулканештского райкома Компартии Молдавии | 08.12.1973      | госуправление      | [ ГС 13 ]  |
| 20  | Бодю (Черня) Юлия Григорьевна               | род. 1933               | Доярка колхоза имени Котовского Братушанского района Молдавской ССР | 15.02.1957      | сельское хозяйство | [ ГС 14 ]  |
| 21  | Боеску Илья Григорьевич                     | 1925 — ????             | Бригадир колхоза «Вяца ноуэ» Оргеевского района Молдавской ССР | 10.03.1978      | сельское хозяйство |            |
| 22  | Бойченко Харитон Порфирьевич                | 28.09.1930 — ????       | Бригадир литейщиков пластмасс, наставник молодёжи Кишинёвского экспериментально-механического завода Министерства местной промышленности Молдавской ССР                                                                        | 02.03.1976      | местпром           | [ ГС 15 ]  |
| 23  | Болдырев Владимир Павлович                  | 01.03.1915 — 12.07.1970 | Председатель колхоза «Советская Молдавия» Каушанского района Молдавской ССР | 22.03.1966      | сельское хозяйство | [ ГС 16 ]  |
| 24  | Болфа Георгий Трофимович                    | 04.04.1920 — 1983       | *Председатель колхоза имени Ленина Тираспольского района Молдавской ССР | 30.04.1966      | сельское хозяйство | [ ГС 17 ]  |
| 25  | Большаков Анатолий Иванович                 | 09.08.1930 — 01.06.2023 | *Генеральный директор Молдавского производственного объединения по выпуску литейных машин для точного литья «Точлитмаш» Министерства станкостроительной и инструментальной промышленности СССР, гор. Тирасполь, Молдавская ССР | 10.06.1986      | машиностроение     | [ ГС 18 ]  |
| 26  | Бордюгов Иван Тихонович                     | 01.05.1922 — 25.11.2019 | Директор Кишинёвского завода «Сигнал» Министерства промышленности средств связи СССР, Молдавская ССР | 07.08.1986      | радиоэлектронпром  | [ ГС 19 ]  |
| 27  | Ботезат Иван Фёдорович                      | род. 06.07.1935         | Слесарь завода «Электроточприбор» Министерства приборостроения, средств автоматизации и систем управления СССР, гор. Кишинёв Молдавской ССР                                                                                    | 20.04.1971      | приборостроение    | [ ГС 20 ]  |
| 28  | Боярский Ипатий Прокопович                  | 12.06.1911 — 02.06.1996 | *Бригадир колхоза «Новая заря» Каменского района Молдавской ССР | 24.06.1949      | сельское хозяйство |            |
| 29  | Буга Вера Петровна                          | 18.02.1935 — 31.12.2019 | Бригадир арматурщиков Кишинёвского завода железобетонных изделий и крупнопанельного домостроения № 4 треста «Стройиндустрия» Министерства промышленности строительных материалов Молдавской ССР                                | 19.03.1981      | промстройматериалы | [ ГС 21 ]  |
| 30  | Бужор Георгий Иванович                      | род. 1935               | Звеньевой колхоза имени Жданова Фалештского района Молдавской ССР | 30.04.1966      | сельское хозяйство |            |
| 31  | Буков Емилиан Нестерович                    | 08.08.1909 — 17.10.1984 | Писатель и поэт, народный писатель Молдавской ССР, гор. Кишинёв | 08.08.1979      | культура           | [ ГС 22 ]  |
| 32  | Булат Илья Михайлович                       | род. 1933               | Бригадир колхоза «Молдова» Оргеевского района Молдавской ССР | 30.04.1966      | сельское хозяйство | [ ГС 23 ]  |
| 33  | Булубика Георгий Петрович                   | род. 10.10.1933         | Бригадир колхоза «Бируинца» Унгенского района Молдавской ССР | 10.03.1976      | сельское хозяйство | [ ГС 24 ]  |
| 34  | Вакарова Лидия Яковлевна                    | род. 1927               | Учительница средней школы № 11, гор. Кишинёв Молдавской ССР | 01.07.1968      | образование        | [ ГС 25 ]  |
| 35  | Василатий Иван Демьянович                   | 1913 — ????             | *Председатель колхоза имени Ленина Слободзейского района Молдавской ССР | 15.02.1957      | сельское хозяйство | [ ГС 26 ]  |
| 36  | Возиян Леонтий Андреевич                    | 1914—1982               | *Звеньевой колхоза «Интенсивник» Слободзейского района Молдавской ССР | 09.03.1949      | сельское хозяйство | [ ГС 27 ]  |
| 37  | Волнянский Кирилл Виссарионович             | 23.12.1916 — 24.12.1986 | Первый секретарь Чадыр-Лунгского райкома Компартии Молдавии | 15.02.1957      | госуправление      | [ ГС 28 ]  |
| 38  | Галай Пётр Ананьевич                        | род. 1934               | Механизатор колхоза имени Ленина Унгенского района Молдавской ССР | 08.12.1973      | сельское хозяйство |            |
| 39  | Галишин Анатолий Антонович                  | 1914 — ????             | Бригадир наладчиков Бельцкого сахспирткомбината, Молдавская ССР | 23.05.1966      | пищепром           |            |
| 40  | Ганган Андрей Ильич                         | 17.09.1917 — 1981       | Заведующий фермой колхоза имени Мичурина Чимишлийского района Молдавской ССР | 22.03.1966      | сельское хозяйство | [ ГС 29 ]  |
| 41  | Гаулика Николай Григорьевич                 | род. 1920               | Звеньевой колхоза «Днестр» Сорокского района Молдавской ССР | 23.06.1966      | сельское хозяйство |            |
| 42  | Георгиогло Николай Николаевич               | 16.11.1932 — 13.04.2022 | Бригадир комплексной бригады передвижной механизированной колонны № 75 Кагульского треста «Сельстрой» Министерства сельского строительства Молдавской ССР                                                                      | 07.05.1971      | строительство      | [ ГС 30 ]  |
| 43  | Гимпу Мария Алексеевна                      | 08.01.1930 — 01.2018    | Рабочая Кагульского гидромелиоративного совхоза-техникума Молдавской ССР | 08.12.1973      | мелиоводхоз        | [ ГС 31 ]  |
| 44  | Главан Фёдор Андреевич                      | род. 1926               | Колхозник колхоза имени Котовского Дрокиевского района Молдавской ССР | 08.12.1973      | сельское хозяйство |            |
| 45  | Глоба Лидия Ивановна                        | род. 1933               | Колхозница колхоза имени Гагарина Оргеевского района Молдавской ССР | 14.12.1972      | сельское хозяйство |            |
| 46  | Глушко Борис Владиимрович                   | 05.04.1903 — 10.02.1994 | Председатель колхоза «Вяца Ноуэ» Оргеевского района Молдавской ССР | 22.03.1966      | сельское хозяйство | [ ГС 32 ]  |
| 47  | Голбан Владимир Дмитриевич                  | род. 1925               | Звеньевой колхоза имени Мичурина Лазовского района Молдавской ССР | 23.06.1966      | сельское хозяйство |            |
| 48  | Голубчук Терентий Исаевич                   | род. 1922               | Бригадир колхоза имени Жданова Флорештского района Молдавской ССР | 31.12.1965      | сельское хозяйство |            |
| 49  | Гонца Емилия Пантелеевна                    | род. 14.11.1935         | Доярка Кишинёвского совхоза-училища виноделия и виноградарства Молдавской ССР | 22.03.1966      | сельское хозяйство | [ ГС 33 ]  |
| 50  | Гончаренко Игнат Илларионович               | 18.12.1902 — 24.04.1974 | *Бригадир колхоза имени Булганина Слободзейского района Молдавской ССР | 13.10.1953      | сельское хозяйство |            |
| 51  | Городецкий Пётр Леонович                    | род. 1931               | Бригадир арматурщиков Кишинёвского завода железобетонных изделий № 1 Министерства промышленности строительных материалов Молдавской ССР                                                                                        | 07.05.1971      | промстройматериалы |            |
| 52  | Горчак Остафий Дмитриевич                   | 18.09.1925 — ????       | Диспетчер станции Унгены Одесско-Кишинёвской железной дороги, Молдавская ССР | 16.01.1974      | транспорт          | [ ГС 34 ]  |
| 53  | Григораш Андрей Ильевич                     | род. 1933               | Бригадир колхоза «Ленинская искра» Дрокиевского района Молдавской ССР | 10.03.1978      | сельское хозяйство |            |
| 54  | Гроза Дмитрий Дмитриевич                    | 1927 — ????             | Дояр колхоза имени Ворошилова Флорештского района Молдавской ССР | 15.02.1957      | сельское хозяйство | [ ГС 35 ]  |
| 55  | Гросу Иван Александрович                    | 07.07.1923 — ????       | Бригадир совхоза «Цветущая Молдавия» Каларашского района Молдавской ССР | 30.04.1966      | сельское хозяйство | [ ГС 36 ]  |
| 56  | Гузун Кондрат Алексеевич                    | 24.03.1902 — 04.01.1971 | *Председатель колхоза имени Карла Маркса Слободзейского района Молдавской ССР | 15.02.1957      | сельское хозяйство | [ ГС 37 ]  |
| 57  | Гураль Лидия Ивановна                       | род. 1935               | Директор совхоза «Малаештский» Оргеевского района Молдавской ССР | 14.12.1984      | сельское хозяйство |            |
| 58  | Гурдуза (Табанская) Екатерина Павловна      | род. 28.80.1941         | Звеньевая колхоза «XXII партсъезд» Фалештского района Молдавской ССР | 31.12.1965      | сельское хозяйство | [ ГС 38 ]  |
| 59  | Гурюк Пантелей Андреевич                    | 1918 — ????             | Виноградарь совхоза-завода «Бозиены» Котовского района Молдавской ССР | 08.12.1973      | сельское хозяйство |            |
| 60  | Гушан Фёдор Ефимович                        | род. 1932               | Бригадир электромонтеров Восточных высоковольтных электросетей Главного управления энергетики и электрификации при Совете Министров Молдавской ССР                                                                             | 04.10.1966      | энергетика         |            |
| 61  | Данилов Василий Иванович                    | 1925 — ????             | Бригадир межхозяйственного объединения по производству кормов Лазовского районного совета колхозов Молдавской ССР | 10.03.1978      | сельское хозяйство |            |
| 62  | Дворников Прокофий Игнатьевич               | 08.03.1905 — 19.06.1967 | *Директор Молдавского научно-исследовательского института орошаемого земледелия и овощеводства, член-корреспондент Всесоюзной академии сельскохозяйственных наук имени В. И. Ленина, гор. Тирасполь Молдавской ССР             | 30.04.1966      | наука              | [ ГС 39 ]  |
| 63  | Дорул Вера Петровна                         | род. 27.08.1929         | *Звеньевая колхоза «13 лет Октября» Дубоссарского района Молдавской ССР | 09.03.1949      | сельское хозяйство | [ ГС 40 ]  |
| 64  | Драганюк Кирилл Алексеевич                  | 24.04.1931 — 03.06.2004 | Главный врач республиканского туберкулёзного санатория «Ворничены», Каларашский район Молдавской ССР | 04.02.1969      | здравоохранение    | [ ГС 41 ]  |
| 65  | Дубилевский Роман Антонович                 | род. 1929               | Бригадир слесарей-монтажников Кишинёвского специализированного монтажного управления треста «Молдпродмонтаж» Министерства монтажных и специальных строительных работ СССР, Молдавская ССР                                      | 14.04.1975      | строительство      |            |
| 66  | Дудник Иван Емельянович                     | 20.01.1920 — 24.03.1985 | *Бригадир плодоовощного совхоза-техникума имени И. Солтыса Рыбницкого района Молдавской ССР | 30.04.1966      | сельское хозяйство |            |
| 67  | Дудук Иван Николаевич                       | род. 1927               | Аппаратчик Бельцкого масложирового комбината Министерства пищевой промышленности Молдавской ССР | 17.03.1981      | пищепром           |            |
| 68  | Дьяченко Игнат Дмитриевич                   | 20.12.1913 — 25.02.1997 | *Начальник строительного управления № 28 Тираспольского строительного треста Министерства строительства Молдавской ССР | 07.05.1971      | строительство      | [ ГС 42 ]  |
| 69  | Егорова (Симонова) Сицилия Фёдоровна        | род. 1928               | Оверлочница Кишинёвской трикотажной фабрики № 2 Молдавского совнархоза | 07.03.1960      | легпром            | [ ГС 43 ]  |
| 70  | Еленчук Николай Васильевич                  | 27.12.1929 — 28.06.1988 | Председатель колхоза имени XXII партсъезда Фалештского района Молдавской ССР | 08.04.1971      | сельское хозяйство |            |
| 71  | Ермураки Тимофей Михайлович                 | 1922—1982               | Председатель колхоза «Победа» Леовского района Молдавской ССР | 23.06.1966      | сельское хозяйство |            |
| 72  | Жук Виктор Ефимович                         | род. 1925               | Бригадир тракторной бригады колхоза «Рассвет» Глодянского района Молдавской ССР | 08.04.1971      | сельское хозяйство |            |
| 73  | Зайцева Антонина Тимофеевна                 | род. 1928               | Бригадир совхоза-техникума механизации сельского хозяйства Чадыр-Лунгского района Молдавской ССР | 30.04.1966      | сельское хозяйство |            |
| 74  | Змеу Павел Георгиевич                       | 16.01.1913 — 26.01.1987 | *Слесарь локомотивного депо Бендеры Молдавской железной дороги | 04.05.1971      | транспорт          | [ ГС 44 ]  |
| 75  | Иовица Валентин Дмитриевич                  | 1931 — ????             | Токарь Кишинёвского насосного завода имени Г. И. Котовского Министерства химического и нефтяного машиностроения СССР, Молдавская ССР                                                                                           | 20.04.1971      | машиностроение     | [ ГС 45 ]  |
| 76  | Ионку (Врабий) Ольга Калиновна              | род. 1934               | Главный врач Распопенской участковой больницы Резинского района Молдавской ССР | 23.10.1978      | здравоохранение    | [ ГС 46 ]  |
| 77  | Иордан (Бостан) Мария Леонтьевна            | род. 1927               | *Звеньевая колхоза имени Лазо Тираспольского района Молдавской ССР | 09.03.1949      | сельское хозяйство |            |
| 78  | Казак Виктор Дмитриевич                     | 25.03.1928 — ????       | Звеньевой колхоза имени Калинина Лазовского района Молдавской ССР | 31.12.1965      | сельское хозяйство | [ ГС 47 ]  |
| 79  | Каймакан Матвей Павлович                    | 1900—1964               | *Бригадир колхоза «13 лет Октября» Дубоссарского района Молдавской ССР | 09.03.1949      | сельское хозяйство | [ ГС 48 ]  |
| 80  | Каниковский Иван Семёнович                  | 25.07.1910 — 1973       | Учитель Теленештской средней школы Теленештского района Молдавской ССР | 01.07.1968      | образование        | [ ГС 49 ]  |
| 81  | Карагяур Фёдор Савельевич                   | 1929—2012               | Бригадир колхоза «Гигант» Вулканештского района Молдавской ССР | 14.12.1972      | сельское хозяйство | [ ГС 50 ]  |
| 82  | Качуровский Авксентий Димитриевич           | 14.04.1896 — 27.01.1985 | *Звеньевой колхоза имени Артёма Каменского района Молдавской ССР | 09.07.1949      | сельское хозяйство |            |
| 83  | Кирилюк Александр Дмитриевич                | 10.11.1916 — ????       | Бригадир колхоза «Новая жизнь» Флорештского района Молдавской ССР | 30.04.1966      | сельское хозяйство | [ ГС 51 ]  |
| 84  | Кожухарь Павел Ананьевич                    | 30.08.1927 — 20.05.2016 | Председатель колхоза «Пограничник» Бричанского района Молдавской ССР | 08.04.1971      | сельское хозяйство | [ ГС 52 ]  |
| 85  | Козловский Василий Акимович                 | 17.09.1924 — 17.10.2017 | Председатель колхоза «Маяк» Единецкого района Молдавской ССР | 31.12.1965      | сельское хозяйство | [ ГС 53 ]  |
| 86  | Коптильников Михаил Яковлевич               | 05.05.1915 — 20.07.2005 | Председатель колхоза «Рассвет» Суворовского района Молдавской ССР | 23.06.1966      | сельское хозяйство | [ ГС 54 ]  |
| 87  | Кордонская Мария Евтихиевна                 | 07.01.1924 — 03.09.1985 | *Звеньевая колхоза «Новая заря» Каменского района Молдавской ССР | 24.06.1949      | сельское хозяйство | [ ГС 55 ]  |
| 88  | Корнеляк Иван Григорьевич                   | род. 1927               | Бригадир совхоза «Прут» Унгенского района Молдавской ССР | 30.04.1966      | сельское хозяйство |            |
| 89  | Костов Афанасий Ильич                       | род. 1929               | Комбайнёр совхоза «Вишневский» Комратского района Молдавской ССР | 23.06.1966      | сельское хозяйство |            |
| 90  | Кочу Михаил Григорьевич                     | 05.02.1918 — 13.12.1986 | Комбайнёр объединения механизации и электрификации сельскохозяйственного производства Кантемирского районного совета колхозов Молдавской ССР                                                                                   | 10.03.1978      | сельское хозяйство |            |
| 91  | Крецул Дмитрий Владимирович                 | 30.04.1933 — 20.04.2008 | *Бригадир комплексной бригады строительного управления № 28 Тираспольского строительного треста Министерства жилищно-гражданского строительства Молдавской ССР                                                                 | 08.01.1974      | строительство      | [ ГС 56 ]  |
| 92  | Кречун Владимир Козьмович                   | род. 1922               | Бригадир колхоза «Победа Октября» Единецкого района Молдавской ССР | 30.04.1966      | сельское хозяйство |            |
| 93  | Кройтор Захарий Иванович                    | 1912—1972               | Председатель колхоза «Друмул Ленинист» Котовского района Молдавской ССР | 30.04.1966      | сельское хозяйство |            |
| 94  | Купчинская Мария Васильевна                 | 1919 — ????             | Доярка колхоза «Маяк» Единецкого района Молдавской ССР | 08.04.1971      | сельское хозяйство |            |
| 95  | Курилов Владимир Викторович                 | 1927 — ????             | Председатель межколхозного производственного объединения по откорму свиней Чимишлийского района Молдавской ССР | 06.09.1973      | сельское хозяйство | [ ГС 57 ]  |
| 96  | Курышина Евгения Мефодиевна                 | 06.05.1932 — 19.02.2019 | Бригадир совхоза-завода «Чумай» Вулканештского района Молдавской ССР | 30.04.1966      | сельское хозяйство | [ ГС 58 ]  |
| 97  | Кучеренко Феодосий Трофимович               | 10.05.1921 — ????       | Винодел виноградарского совхоза-завода «Чумай» Министерства пищевой промышленности Молдавской ССР, Тараклийский район | 26.04.1971      | пищепром           | [ ГС 59 ]  |
| 98  | Кэлкэй (Пынзарь) Лидия Дмитриевна           | род. 18.08.1932         | Звеньевая колхоза «Грэничерул Советик» Единецкого района Молдавской ССР | 23.06.1966      | сельское хозяйство | [ ГС 60 ]  |
| 99  | Лайков Иван Кузьмич                         | 1923 — ????             | Директор совхоза «Победа» Вулканештского района Молдавской ССР | 08.12.1973      | сельское хозяйство | [ ГС 61 ]  |
| 100 | Лашко Феодосий Григорьевич                  | 1914 — ????             | Бригадир колхоза имени Ленина Котовского района Молдавской ССР | 30.04.1966      | сельское хозяйство |            |
| 101 | Лунгу Семён Мефодьевич                      | род. 1923               | Бригадир колхоза имени Ленина Суворовского района Молдавской ССР | 23.06.1966      | сельское хозяйство | [ ГС 62 ]  |
| 102 | Лупан Андрей Павлович                       | 15.02.1912 — 24.08.1992 | Народный писатель Молдавской ССР, гор. Кишинёв | 15.02.1982      | культура           | [ ГС 63 ]  |
| 103 | Лупашко Прокопий Кириллович                 | 12.06.1910 — 04.10.1979 | *Звеньевой колхоза «Красный пограничник» Слободзейского района Молдавской ССР | 09.03.1949      | сельское хозяйство |            |
| 104 | Лупу Матрёна Петровна                       | 1910—1983               | Звеньевая виноградарского совхоза «Трифешты» Кагульского района Молдавской ССР | 23.07.1951      | сельское хозяйство |            |
| 105 | Малай-Добровольская (Малай) Мария Ивановна  | род. 1923               | *Звеньевая колхоза «13 лет Октября» Дубоссарского района Молдавской ССР | 09.03.1949      | сельское хозяйство | [ ГС 64 ]  |
| 106 | Марчук Семён Павлович                       | род. 1924               | Бригадир табаководческой бригады колхоза «Путь Ленина» Сорокского района Молдавской ССР | 08.04.1971      | сельское хозяйство |            |
| 107 | Матвеенко Дмитрий Дмитриевич                | 21.11.1920 — 08.07.2011 | *Слесарь Бендерской дистанции пути Молдавской железной дороги, Молдавская ССР | 01.08.1959      | транспорт          | [ ГС 65 ]  |
| 108 | Мельниченко Варвара Филипповна              | род. 1934               | Бригадир гидромелиоративного совхоза-техникума имени Ленина Кагульского района Молдавской ССР | 30.04.1966      | мелиоводхоз        |            |
| 109 | Мировский Николай Тимофеевич                | род. 1921               | Свинарь межколхозной откормочной площадки Лазовского района Молдавской ССР | 22.03.1966      | сельское хозяйство |            |
| 110 | Мицул Анастасия Ивановна                    | род. 1926               | *Звеньевая колхоза «13 лет Октября» Дубоссарского района Молдавской ССР | 09.03.1949      | сельское хозяйство | [ ГС 66 ]  |
| 111 | Мищенко Дмитрий Иванович                    | 26.10.1901 — 1985       | *Председатель колхоза имени Ленина Тираспольского района Молдавской ССР | 15.02.1957      | сельское хозяйство | [ ГС 67 ]  |
| 112 | Мону Ольга Онисимовна                       | род. 1925               | Бригадир рабочих Оргеевского табачно-ферментационного завода Министерства пищевой промышленности Молдавской ССР | 17.01.1974      | пищепром           |            |
| 113 | Морарь Андрей Викторович                    | 1900—1959               | Звеньевой колхоза имени Котовского Резинского района Молдавской ССР | 09.06.1950      | сельское хозяйство |            |
| 114 | Москалу Нина Андрееввна                     | 1928—1981               | Звеньевая механизированного звена колхоза имени Суворова Сорокского района Молдавской ССР | 08.04.1971      | сельское хозяйство | [ ГС 68 ]  |
| 115 | Мунтян Парасковия Сергеевна                 | род. 1929               | Сортировщица табака Флорештского табачно-ферментационного завода Министерства пищевой промышленности Молдавской ССР | 21.07.1966      | пищепром           |            |
| 116 | Негру (Ноур) Елизавета Ильинична            | род. 1929               | Звеньевая колхоза имени Котовского Кагульского района Молдавской ССР | 06.07.1951      | сельское хозяйство |            |
| 117 | Нигрецкая Анастасия Прокофьевна             | 1929 — ????             | *Звеньевая колхоза имени Сталина Слободзейского района Молдавской ССР | 09.03.1949      | сельское хозяйство | [ ГС 69 ]  |
| 118 | Никоарэ Афанасий Иванович                   | род. 1929               | Овощевод колхоза «Маяк» Новоаненского района Молдавской ССР | 08.12.1973      | сельское хозяйство |            |
| 119 | Оборочану Иван Степанович                   | род. 26.06.1937         | Бригадир виноградарской бригады колхоза имени Ленина Чимишлийского района Молдавской ССР | 08.04.1971      | сельское хозяйство | [ ГС 70 ]  |
| 120 | Овчинников Леонид Николаевич                | 1919 — ????             | Бригадир планово-экономического совхоза-техникума Каушанского района Молдавской ССР | 30.04.1966      | сельское хозяйство |            |
| 121 | Одобеску Вера Сергеевна                     | 1934 — ????             | Раскройщица обувного объединения «Зориле» Министерства лёгкой промышленности Молдавской ССР, гор. Кишинёв | 05.04.1971      | легпром            | [ ГС 71 ]  |
| 122 | Орлова Аксения Захаровна                    | род. 1932               | *Рабочая консервного завода «Октябрь» Слободзейского района Молдавской ССР | 27.08.1986      | пищепром           |            |
| 123 | Острицкая Анна Ивановна                     | 1919—1969               | *Старший стерилизатор Тираспольского консервного завода имени 1 Мая, Молдавская ССР | 07.03.1960      | пищепром           |            |
| 124 | Оу Винидикт Васильевич                      | 1919—1982               | Звеньевой колхоза имени Кирова Чимишлийского района Молдавской ССР | 30.04.1966      | сельское хозяйство | [ ГС 72 ]  |
| 125 | Павлов Иван Александрович                   | род. 1930               | *Шлифовальщик Тираспольского завода электромашин Министерства электротехнической промышленности СССР, Молдавская ССР | 20.04.1971      | электропром        | [ ГС 73 ]  |
| 126 | Палазов Афанасий Кириллович                 | род. 1926               | Председатель колхоза «Россия» Комратского района Молдавской ССР | 08.04.1971      | сельское хозяйство | [ ГС 74 ]  |
| 127 | Паниско Агафия Власовна                     | 1900—1981               | Звеньевая виноградарского совхоза «Трифешты» Кагульского района Молдавской ССР | 23.07.1951      | сельское хозяйство |            |
| 128 | Панца Ольга Николаевна                      | 1929 — 13.12.1997       | *Звеньевая колхоза «Путь к коммунизму» Рыбницкого района Молдавской ССР | 31.12.1965      | сельское хозяйство |            |
| 129 | Папуров Антон Иванович                      | 29.11.1906 — 25.09.1979 | Председатель колхоза имени Ленина Чадыр-Лунгского района Молдавской ССР | 15.02.1957      | сельское хозяйство | [ ГС 75 ]  |
| 130 | Пармакли Савелий Михайлович                 | 11.03.1937 — 21.05.2007 | Механизатор колхоза «Красное знамя» Чадыр-Лунгского района Молдавской ССР | 08.12.1973      | сельское хозяйство | [ ГС 76 ]  |
| 131 | Пасенко Дмитрий Тимофеевич                  | 1898—1969               | Председатель колхоза «Завет Ленина» Флорештского района Молдавской ССР | 15.02.1957      | сельское хозяйство | [ ГС 77 ]  |
| 132 | Пасечник Борис Николаевич                   | 18.01.1931 — 15.04.2015 | Учитель средней школы № 2 имени А. С. Пушкина, гор. Сороки Молдавской ССР | 27.06.1978      | образование        | [ ГС 78 ]  |
| 133 | Паскалов Захарий Георгиевич                 | 16.09.1935 — 25.01.2002 | Руководитель механизированного отряда Чадыр-Лунгского районного совета колхозов Молдавской ССР | 12.04.1979      | сельское хозяйство |            |
| 134 | Петрашку Валентина Григорьевна              | род. 17.07.1943         | Мастер машинного доения племсовхоза «Данченский» Страшенского района Молдавской ССР | 06.09.1973      | сельское хозяйство | [ ГС 79 ]  |
| 135 | Писарь Николай Ильич                        | род. 1942               | Бригадир колхоза имени Жданова Рышканского района Молдавской ССР | 25.12.1976      | сельское хозяйство | [ ГС 80 ]  |
| 136 | Пиструй Павел Яковлевич                     | род. 1933               | Звеньевой табаководческой бригады колхоза «Патрия» Резинского района Молдавской ССР | 08.04.1971      | сельское хозяйство |            |
| 137 | Потапов Семён Иванович                      | 14.11.1908 — 08.11.1972 | Первый секретарь Чадыр-Лунгского райкома Компартии Молдавии | 23.06.1966      | госуправление      | [ ГС 81 ]  |
| 138 | Прекуп Владимир Фёдорович                   | 25.07.1915 — 25.03.1969 | Председатель колхоза имени Мичурина Страшенского района Молдавской ССР | 30.04.1966      | сельское хозяйство | [ ГС 82 ]  |
| 139 | Проноза Леонид Фёдорович                    | род. 1926               | Овощевод колхоза имени Мичурина Суворовского района Молдавской ССР | 08.12.1973      | сельское хозяйство |            |
| 140 | Пушней Николай Касьянович                   | род. 1928               | Бригадир колхоза «Заветы Ленина» Дрокиевского района Молдавской ССР | 07.07.1986      | сельское хозяйство |            |
| 141 | Пырчу Василий Михайлович                    | 1905—1971               | Звеньевой колхоза имени Хрущёва Баймаклийского района Молдавской ССР | 14.07.1951      | сельское хозяйство |            |
| 142 | Радюк Войтко Иосифович                      | 25.01.1922 — 1987       | Бригадир совхоза-завода «Изворашул» Новоаненского района Молдавской ССР | 25.12.1976      | сельское хозяйство | [ ГС 83 ]  |
| 143 | Ракиер Николай Гаврилович                   | 14.03.1919 — ????       | Звеньевой полеводческой бригады колхоза «Виктория» Теленештского района Молдавской ССР | 08.04.1971      | сельское хозяйство | [ ГС 84 ]  |
| 144 | Рашкулёв Дмитрий Харлампиевич               | 23.05.1929 — 10.10.1986 | Председатель колхоза «Гигант» Вулканештского района Молдавской ССР | 08.04.1971      | сельское хозяйство | [ ГС 85 ]  |
| 145 | Ротарь Георгий Леонтьевич                   | род. 1923               | Заведующий молочнотоварной фермой колхоза «Патрия» Криулянского района Молдавской ССР | 08.04.1971      | сельское хозяйство |            |
| 146 | Руснак Александр Александрович              | род. 1925               | Заведующий фермой колхоза «Пограничник» Бричанского района Молдавской ССР | 16.03.1981      | сельское хозяйство |            |
| 147 | Руссу Николай Яковлевич                     | 18.01.1925 — ????       | Дояр колхоза «Завет Ленина» Флорештского района Молдавской ССР | 15.02.1957      | сельское хозяйство | [ ГС 86 ]  |
| 148 | Савинова (Константинова) Любовь Степановна  | род. 1938               | *Звеньевая колхоза имени Свердлова Тираспольского района Молдавской ССР | 30.04.1966      | сельское хозяйство |            |
| 149 | Савченко Зинаида Александровна              | род. 07.03.1932         | Бригадир колхоза «Бируинца» Резинского района Молдавской ССР | 30.04.1966      | сельское хозяйство | [ ГС 87 ]  |
| 150 | Сапожник Иван Фомич                         | 1920 — ????             | *Председатель колхоза имени Дзержинского Рыбницкого района Молдавской ССР | 23.06.1966      | сельское хозяйство |            |
| 151 | Сафроненко Григорий Афанасьевич             | род. 1931               | Машинист камнерезной машины Криковских разработок ракушечника Министерства промышленности строительных материалов Молдавской ССР                                                                                               | 28.07.1966      | промстройматериалы |            |
| 152 | Секара Мария Деомидовна                     | род. 1937               | Доярка совхоза «Березовский» Новоаненского района Молдавской ССР | 08.04.1971      | сельское хозяйство |            |
| 153 | Селецкий Георгий Андреевич                  | 19.01.1927 — ????       | Бригадир комплексной бригады строительной бригады строительного управления № 8 треста «Промстрой» Министерства строительства Молдавской ССР                                                                                    | 07.05.1971      | строительство      | [ ГС 88 ]  |
| 154 | Сметанка Никита Павлович                    | 02.06.1929 — ????       | Бригадир колхоза «Звезда» Сорокского района Молдавской ССР | 30.04.1966      | сельское хозяйство | [ ГС 89 ]  |
| 155 | Соловьёва Валентина Сергеевна               | 18.05.1918 — 17.12.2002 | *Директор Тираспольской швейной фабрики имени 40-летия ВЛКСМ Министерства лёгкой промышленности РСФСР, Молдавская ССР | 16.01.1974      | легпром            | [ ГС 90 ]  |
| 156 | Сорочан Евгения Григорьевна                 | 04.03.1922 — ????       | Председатель колхоза «Вяца ноуэ» Флорештского района Молдавской ССР | 07.03.1960      | сельское хозяйство | [ ГС 91 ]  |
| 157 | Спаривак Кирилл Григорьевич                 | 1892—1980               | *Звеньевой колхоза «Молдова социалистэ» Слободзейского района Молдавской ССР | 22.08.1950      | сельское хозяйство |            |
| 158 | Степанов Владимир Иванович                  | 02.08.1922 — 20.08.1987 | *Бригадир колхоза имени Ленина Тираспольского района Молдавской ССР | 15.02.1957      | сельское хозяйство | [ ГС 92 ]  |
| 159 | Стружук Елена Фёдоровна                     | род. 20.03.1942         | Заведующая свинотоварной фермой колхоза «50 лет Октября» Оргеевского района Молдавской ССР | 08.04.1971      | сельское хозяйство | [ ГС 93 ]  |
| 160 | Талпа Гаврил Васильевич                     | род. 1930               | Бригадир колхоза имени Кирова Рышканского района Молдавской ССР | 30.04.1966      | сельское хозяйство |            |
| 161 | Таукчи Афанасий Никодимович                 | род. 30.06.1932         | Бригадир тракторно-виноградарской бригады колхоза «Ленинский путь» Чадыр-Лунгского района Молдавской ССР | 08.04.1971      | сельское хозяйство | [ ГС 94 ]  |
| 162 | Таукчи Василий Захарович                    | 1912 — ????             | Бригадир колхоза «Дружба» Леовского района Молдавской ССР | 30.04.1966      | сельское хозяйство |            |
| 163 | Твердохлеб Василиса Михайловна              | род. 1925               | Звеньевая колхоза «Ленинская правда» Дондюшанского района Молдавской ССР | 23.06.1966      | сельское хозяйство |            |
| 164 | Терентьев Георгий Иванович                  | род. 1925               | Шофёр Кишинёвской автотранспортной базы Министерства автомобильного транспорта и шоссейных дорог Молдавской ССР | 05.10.1966      | транспорт          |            |
| 165 | Титьой Андрей Андреевич                     | 1920 — ????             | *Звеньевой колхоза «1 Мая» Дубоссарского района Молдавской ССР | 30.04.1966      | сельское хозяйство |            |
| 166 | Ткач Георгий Григорьевич                    | род. 1935               | Звеньевой механизированного звена колхоза имени Суворова Рышканского района Молдавской ССР | 08.04.1971      | сельское хозяйство |            |
| 167 | Топало Владимир Кузьмич                     | 06.04.1930 — 17.06.2016 | Бригадир комплексной бригады строительного управления № 1 треста «Кишинёвстрой» Молдавского совнархоза | 28.05.1960      | строительство      | [ ГС 95 ]  |
| 168 | Тофан Ефим Исидорович                       | 1919 — 03.1971          | Председатель колхоза имени Ворошилова Флорештского района Молдавской ССР | 15.02.1957      | сельское хозяйство | [ ГС 96 ]  |
| 169 | Трибой Вера Кирилловна                      | 07.08.1931 — 12.10.1982 | Бригадир колхоза «Бируинца» Страшенского района Молдавской ССР | 30.04.1966      | сельское хозяйство | [ ГС 97 ]  |
| 170 | Тузлов Михаил Иванович                      | 09.02.1925 — ????       | Первый секретарь Комратского райкома Компартии Молдавии | 08.04.1971      | госуправление      | [ ГС 98 ]  |
| 171 | Турку Анисия Алексеевна                     | 1932—1982               | Звеньевая табаководческой бригады колхоза имени Карла Маркса Лазовского района Молдавской ССР | 08.04.1971      | сельское хозяйство |            |
| 172 | Тутунару Мария Карповна                     | род. 1938               | Звеньевая колхоза «Молдова» Страшенского района Молдавской ССР | 07.03.1960      | сельское хозяйство | [ ГС 99 ]  |
| 173 | Тухарь Григорий Семёнович                   | 10.01.1921 — ????       | Бригадир тракторной бригады колхоза «Путь Ильича» Флорештского района Молдавской ССР | 08.04.1971      | сельское хозяйство | [ ГС 100 ] |
| 174 | Тяка Никифор Иванович                       | род. 1932               | Звеньевой колхоза имени Ленина Чимишлийского района Молдавской ССР | 23.06.1966      | сельское хозяйство |            |
| 175 | Унгурян Пётр Николаевич                     | 26.08.1894 — 12.12.1975 | Консультант отдела виноделия Молдавского научно-исследовательского института садоводства, виноградарства и виноделия, член-корреспондент Академии наук Молдавской ССР                                                          | 13.03.1969      | наука              | [ ГС 101 ] |
| 176 | Унгуряну Олимпиада Петровна                 | род. 1927               | Доярка колхоза «Путь к коммунизму» Новоаненского района Молдавской ССР | 22.03.1966      | сельское хозяйство |            |
| 177 | Урекяну Людмила Георгиевна                  | род. 1936               | Звеньевая колхоза имени Мичурина Лазовского района Молдавской ССР | 30.04.1966      | сельское хозяйство |            |
| 178 | Усатый Андрей Павлович                      | род. 1930               | Бригадир колхоза «Правда» Флорештского района Молдавской ССР | 23.06.1966      | сельское хозяйство |            |
| 179 | Утка Александр Захарович                    | 12.09.1911 — 02.11.1972 | Первый секретарь Братушанского райкома Компартии Молдавии | 15.02.1957      | госуправление      | [ ГС 102 ] |
| 180 | Фирсова Валентина Александровна             | 22.09.1937 — 19.12.2022 | *Ткачиха Бендерского шёлкового комбината Министерства лёгкой промышленности Молдавской ССР | 09.06.1966      | легпром            | [ ГС 103 ] |
| 181 | Флорина Евгения Ефремовна                   | 1928—1976               | *Звеньевая совхоза имени Дзержинского Дубоссарского района Молдавской ССР | 15.02.1957      | сельское хозяйство | [ ГС 104 ] |
| 182 | Фотеско Пётр Игнатьевич                     | 07.06.1913 — 16.10.1999 | Машинист тепловоза локомотивного депо Кишинёв Одесско-Кишинёвской железной дороги, Молдавская ССР | 04.08.1966      | транспорт          | [ ГС 105 ] |
| 183 | Хархалуп Анна Максимовна                    | 07.08.1928 — 17.02.1993 | *Звеньевая колхоза «Новая заря» Каменского района Молдавской ССР | 24.06.1949      | сельское хозяйство |            |
| 184 | Цуркан Валентин Максимович                  | 1914 — ????             | *Звеньевой колхоза имени Карла Маркса Слободзейского района Молдавской ССР | 15.02.1957      | сельское хозяйство | [ ГС 106 ] |
| 185 | Цымбалист Мария Михайловна                  | 1918 — ????             | Свинарка колхоза «Дружба» Дондюшанского района Молдавской ССР | 22.03.1966      | сельское хозяйство |            |
| 186 | Чабан Григорий Петрович                     | род. 1937               | Бригадир комплексной бригады строительного управления № 135 треста «Одестрансстрой» Министерства транспортного строительства СССР, гор. Кишинёв Молдавской ССР                                                                 | 08.01.1974      | сельское хозяйство |            |
| 187 | Чакир Яков Миронович                        | 23.03.1912 — 29.01.2003 | Директор совхоза «Прут» Унгенского района Молдавской ССР | 14.12.1972      | сельское хозяйство | [ ГС 107 ] |
| 188 | Чебан Гаврил Васильевич                     | род. 1925               | *Комбайнёр Слободзейской МТС Молдавской ССР | 18.06.1952      | сельское хозяйство |            |
| 189 | Чеботарь Анна Парфиновна                    | род. 19.02.1931         | Звеньевая колхоза имени Котовского Липканского района Молдавской ССР | 07.03.1960      | сельское хозяйство | [ ГС 108 ] |
| 190 | Чеботарь Ефим Карпович                      | 17.04.1923 — 09.11.1993 | *Председатель колхоза «50 лет Октября» Рыбницкого района Молдавской ССР | 08.04.1971      | сельское хозяйство | [ ГС 109 ] |
| 191 | Челан Николай Семёнович                     | 1928 — ????             | Бригадир рабочих мясожирового производства Бельцкого птицемясокомбината Министерства мясной и молочной промышленности Молдавской ССР                                                                                           | 14.06.1966      | пищепром           | [ ГС 110 ] |
| 192 | Черней Василий Иванович                     | 1925—1977               | Заведующий фермой колхоза «Бируинца» Фалештского района Молдавской ССР | 22.03.1966      | сельское хозяйство |            |
| 193 | Чокой Георгий Степанович                    | род. 02.04.1933         | Первый секретарь Фалештского райкома Компартии Молдавии | 16.03.1981      | госуправление      | [ ГС 111 ] |
| 194 | Чумак Александр Иванович                    | род. 1927               | Бригадир колхоза имени 50-летия Октября Унгенского района Молдавской ССР | 25.12.1976      | сельское хозяйство |            |
| 195 | Чутак Дмитрий Иванович                      | род. 1927               | Председатель колхоза имени Кирова Криулянского района Молдавской ССР | 08.12.1973      | сельское хозяйство |            |
| 196 | Шандру Иван Андреевич                       | род. 1927               | Звеньевой колхоза «Вяца Ноуэ» Унгенского района Молдавской ССР | 30.04.1966      | сельское хозяйство |            |
| 197 | Шербан Иван Александрович                   | 15.02.1924 — 1990       | Старший чабан колхоза «Гигант» Вулканештского района Молдавской ССР | 22.03.1966      | сельское хозяйство | [ ГС 112 ] |
| 198 | Штербец Николай Кириллович                  | 1930—1980               | Бригадир садово-виноградарской бригады колхоза «Друмул Ленинист» Котовского района Молдавской ССР | 08.04.1971      | сельское хозяйство |            |
| 199 | Штырбу Александр Константинович             | род. 1934               | Дояр колхоза «Пограничник» Бричанского района Молдавской ССР | 22.03.1966      | сельское хозяйство |            |
| 200 | Штырбу Степан Георгиевич                    | 1912 — ????             | Бригадир колхоза «Вяца ноуэ» Теленештского района Молдавской ССР | 15.02.1957      | сельское хозяйство | [ ГС 113 ] |
| 201 | Шустицкая Пелагея Евдокимовна               | 1913 — ????             | *Звеньевая виноградарского совхоза имени Дзержинского Дубоссарского района Молдавской ССР | 23.07.1951      | сельское хозяйство | [ ГС 114 ] |
| 202 | Юрош Андрей Ефимович                        | род. 1929               | *Бригадир комплексной бригады Тираспольского межрайонного строительного треста, Молдавская ССР | 11.08.1966      | строительство      |            |
| 203 | Юрцук Иван Николаевич                       | род. 1925               | Звеньевой колхоза «Советская Молдавия» Леовского района Молдавской ССР | 14.07.1951      | сельское хозяйство | [ ГС 115 ] |

### Комментарии
1. ↑  Фамилия Алексеенко — в замужестве, на момент награждения — Журбенко.
2. ↑  В тексте Указа — Ардельяну.
3. ↑  Лишался звания Героя Социалистического Труда 13.07.1987 г., восстановлен 16.08.1996 г.
4. ↑  Присвоение звания Героя Социалистического Труда отменялось 29.07.1986 г., восстановлен 13.11.1996 г.
5. ↑  Фамилия Бодю — в замужестве, на момент награждения — Черня.
6. ↑  Фамилия Гурдуза — в замужестве, на момент награждения — Табанская.
7. ↑  Фамилия Егорова — в замужестве, на момент награждения — Симонова.
8. ↑  Фамилия Ионку — в замужестве, на момент награждения — Врабий.
9. ↑  Фамилия Иордан — в замужестве, на момент награждения — Бостан.
10. ↑  Фамилия Кэлкэй — в замужестве, на момент награждения — Пынзарь.
11. ↑  Фамилия Негру — в замужестве, на момент награждения — Ноур.
12. ↑  Фамилия Савинова — в замужестве, на момент награждения — Константинова.
13. ↑  Присвоение звания Героя Социалистического Труда отменялось 21.05.1987 г., восстановлен 25.09.1996 г.

## Уроженцы Молдавии, удостоенные звания Героя Социалистического Труда в других регионах СССР

## Герои Социалистического Труда, прибывшие в Молдавию на постоянное проживание из других регионов СССР
| № | Фамилия, имя, отчество         | Даты жизни              | Деятельность | Дата присвоения | Отрасль            | ГС       |
| - | ------------------------------ | ----------------------- | --- | --------------- | ------------------ | -------- |
| 1 | Антоновский Евгений Андреевич  | род. 1929               | Бригадир монтажников строительно-монтажного управления № 2 треста № 4 Главархангельскстроя Министерства промышленного строительства СССР, гор. Новодвинск Архангельской области | 08.01.1974      | строительство      | [ ГС 1 ] |
| 2 | Лончаков Александр Григорьевич | род. 1934               | Звеньевой совхоза «Приаргунский» Приаргунского района Читинской области | 23.06.1966      | сельское хозяйство | [ ГС 2 ] |
| 3 | Марьясов Владимир Борисович    | род. 1922               | Бригадир электромонтажников управления строительства Куйбышевгидростроя Министерства электростанций СССР, Куйбышевская область                                                  | 09.08.1958      | энергетика         | [ ГС 3 ] |
| 4 | Мудра Марина Ивановна          | 1929 — ????             | Звеньевая Узинского свеклосовхоза Министерства пищевой промышленности СССР, Белоцерковский район Киевской области                                                               | 30.04.1948      | пищепром           | [ ГС 4 ] |
| 5 | Трофимов Василий Григорьевич   | 26.04.1920 — 23.04.1988 | Бригадир экскаваторщиков рудника «Мирный» треста «Якуталмаз» Северо-Восточного совнархоза, Якутская АССР                                                                        | 24.01.1964      | металлургия        | [ ГС 5 ] |